# Rzeczyca Wielka
Rzeczyca Wielka (deutsch Reetz, bis 1928 Groß Reetz) ist ein Dorf direkt an der Ostgrenze der polnischen Woiwodschaft Westpommern und gehört zur Stadt- und Landgemeinde Polanów (Pollnow) im Powiat Koszaliński (Kreis Köslin).

## Geographische Lage
Rzeczyca liegt 19 Kilometer nordöstlich der früheren Kreisstadt Miastko (Rummelsburg) und 40 Kilometer östlich der heutigen Kreismetropole Koszalin (Köslin) an der Woiwodschaftsstraße 206, die von Koszalin über Polanów nach Miastko führt. Bahnanschluss besteht über die sechs Kilometer entfernte Bahnstation Przytocko (Pritzig) an der Bahnstrecke Piła–Ustka (Schneidemühl-Stolpmünde). Zwischen 1903 und 1945 war Rzeczyca Wielka selbst Bahnstation an der Reichsbahn-Strecke von Gramenz nach Zollbrück.

## Ortsname
Der Ort Reetz (der Name kommt in Deutschland mehrfach vor) wurde vor 1928 zur Unterscheidung von dem nur zwei Kilometer entfernt gelegenen Ort Klein Reetz (heute polnisch: Rzeczyca Mała) mit dem Zusatz „Groß“ Reetz benannt. Die polnische Namensgebung greift diese Unterscheidung wieder auf.

## Geschichte
Groß Reetz gilt als eine Siedlung in der großen Landnahme des 16. Jahrhunderts. 1717 waren hier vier Kossäten verzeichnet, erst im 18. Jahrhundert erscheinen auch Bauern. Anfang des 19. Jahrhunderts wurden die Vorwerke Karlshof und Amalienhof (später auch „Steinberg“ genannt) angelegt. Ab spätestens 1839 bestand die Walkmühle, die später ein beliebtes Ausflugsziel wurde und ab 1942 unter Denkmalschutz stand (heute wüst).
Erster Eigentümer von Groß Reetz war Peter Lettow auf Pritzig (Przytocko). Der Besitz wurde später häufig in der Familie geteilt, Teile kamen auch durch Verkauf und Verpachtung in den Besitz von Angehörigen der Familie von Glasenapp bzw. von Below. Ab 1796 war Oberst Karl Ernst von Lettow alleiniger Besitzer von Groß Reetz. Es blieb bis 1945 im Besitz seiner Nachfahren.
Im Jahre 1812 zählte Groß Reetz 134 Einwohner. Ihre Zahl stieg bis 1843 auf 253, betrug 1885 und 1925 noch 225, stieg bis 1933 auf 330 und sank bis 1939 auf 275.
Bis 1945 gehörte die Gemeinde Reetz zum Landkreis Rummelsburg der preußischen Provinz Pommern. Die Gemeinde bestand aus den Wohnplätzen Bahnhof Groß Reetz, Chausseehaus, Forth, Groß Reetz, Karlshof, Klein Reetz, Lattenkathen und Walkmühle.
Nach 1945 wurde es unter der Bezeichnung Rzeczyca Wielka ein Teil der Gmina Polanów im Powiat Koszaliński in der Woiwodschaft Westpommern (1975 bis 1998 Woiwodschaft Köslin). Der Ort zählt jetzt 300 Einwohner.

## Kirche
Vor 1945 war der größte Teil der Bevölkerung von Reetz evangelischer Konfession. Im Dorf selbst gab es damals kein Gotteshaus. Die Dorfbewohner waren in das Kirchspiel Pritzig (heute polnisch: Przytocko) eingepfarrt, das 1940 insgesamt 1186 Gemeindeglieder zählte. Es lag im Kirchenkreis Rummelsburg (Miastko) im Ostsprengel der Kirchenprovinz Pommern der Kirche der Altpreußischen Union. Letzter deutscher Geistlicher war Superintendent Friedrich Dittmar.
Seit 1945 ist die Einwohnerschaft von Rzeczyca Wielka fast ausnahmslos katholisch. Im Dorf wurde 1998 eine Kirche gebaut, die auf den Namen „Barmherzigkeit Gottes“ geweiht ist. Sie ist Filialkirche in der Pfarrei Polanów (Pollnow) im Dekanat Polanów im Bistum Köslin-Kolberg der Katholischen Kirche in Polen. Hier lebende evangelische Kirchenglieder sind in die Kreuzkirchengemeinde in Słupsk (Stolp) eingepfarrt, die zur Diözese Pommern-Großpolen der Evangelisch-Augsburgischen Kirche in Polen gehört. Die nächstgelegene Filialkirche ist die Dorfkirche in Wołcza Wielka (Groß Volz).

## Schule
Um 1730 wurde in Groß Reetz ein Schulmeister bestellt, auch wenn noch keine Wohnung vorhanden war. Lange Zeit mussten die Stelleninhaber bei Bauern wohnen, weshalb die Stellenbesetzung auch äußerst schwierig war. Von 1796 bis 1828 war Christoph Eggert Schulhalter, 1927 wurde ein neues Schulhaus errichtet, in dem 1937 ein Lehrer 41 Schulkinder unterrichtete.

## Persönlichkeiten

### Söhne und Töchter des Ortes
- Theodor von Below (1765–1839), preußischer Generalleutnant, Kommandeur der 1. Kavallerie-Brigade

### Mit dem Ort verbunden
- Karl Ernst Ludwig von Lettow (1746–1826), preußischer Generalmajor, lebte nach seinem Abschied auf seinem Gut Groß Reetz